# هنري نينهام
هنري نينهام، (15 أكتوبر 1796 — 23 أكتوبر 1874)، فنان إنجليزي اهتمّ بالمناظر الطبيعية ونقّاش ورسام شعارات. كان هو ووالده جون نينهام ينتميان إلى مدرسة نورويتش للرسامين، وهي مجموعة من الفنانين الذين عملوا جميعًا أو عاشوا في نورويتش خلال كل أو جزء من حياتهم العملية من نحو عام 1800 وحتى 1880. بالتعاون مع فناني مدرسة نورويتش جون ثيرتل وديفيد هودجسون، كان أول مسجل للتراث المعماري قبل اختراع التصوير الفوتوغرافي.
نجل جون نينهام، أحد الأعضاء المؤسسين لمدرسة نورويتش، تدرّب نينهام كرسام تحت إشراف والده وتعلم الفن من قبل جون كروم. طوال معظم حياته، شارك بشكل مباشر في إدارة أعمال الطباعة العائلية في نورويتش. بعد حياة هادئة إلى حد كبير، توفي في نورويتش عام 1874.

## الخلفية
كانت مدرسة نورويتش للرسامين، والتي تضمنت نينهام، مجموعة مرتبطة بالموقع الجغرافي، وتصوير نورويتش وريف نورفولك، والعلاقات الشخصية والمهنية الوثيقة. كان أهم فناني المدرسة: جون كروم وجوزيف ستانارد وجورج فنسنت وروبرت لادبروك وجيمس ستارك وجون ثيرتل وجون سيل كوتمان، إلى جانب أبناء كوتمان مايلز إدموند وجون جوزيف كوتمان. كانت مدرسة نورويتش ظاهرة فريدة في تاريخ الفن البريطاني في القرن التاسع عشر. كانت نورويتش أول مدينة إنجليزية خارج لندن نشأت فيها مدرسة للفنانين، وكان فيها فنانون محليّون أكثر من أي مدرسة مبنية لاحقًا في أي مكان آخر.
داخل مدرسة نورويتش كانت جمعية نورويتش للفنانين، التي تأسست عام 1803، والتي أنشأها مجموعة من فناني نورويتش بهدف تعليم بعضهم البعض وتعليم تلاميذهم. كما كان الحال مع نينهام، لم يكن جميع أعضاء مدرسة نورويتش أعضاء في جمعية نورويتش التي أقامت معارض منتظمة وكان لها قوانين منظمة، حيث عُرضت الأعمال سنويًا حتى عام 1825 ومرة أخرى من عام 1828. حُلِّت الجمعية في عام 1833. كان ذلك بالكامل بسبب جون سيل كوتمان وجون كروم — اللذان كانا روح الجمعية الرائدة — حيث حققت نجاحًا كبيرًا.
استند تأثير مدرسة نورويتش خارج إيست أنجليا إلى حد كبير على أعمال فنسنت وستارك، اللذين كان يُنظر إليهما على أنهما أعضاء مهمين في الجيل الثاني من المدرسة، والذين جذبت لوحاتهم المعروضة في العاصمة الكثير من التقدير والثناء من قبل الصحافة في لندن. انخفض الاهتمام بلوحات مدرسة نورويتش خلال الثلاثينيات من القرن التاسع عشر، لكن شهرة المدرسة ارتفعت بعد معرض الشتاء للأكاديمية الملكية عام 1878. لكن بحلول نهاية القرن، كان يُنظر إلى اللوحات التي تقدمها، والتي كانت تُعتبر ذات يوم على أنها حديثة وتقدمية، على أنها تنتمي إلى عصر مضى.

## عائلته
نشأ اسم نينهام إما من اللغة الإنجليزية الوسطى، أو من اسم لمكان غير معروف في جنوب إنجلترا، مثل إيان هولم، في ساسكس. مؤرخ الفن ويليام ديكس، الذي كتب في عام 1905، يعتقد أن جد هنري نينهام كان من الهيجونوت الذين جاؤوا إلى إنجلترا من فلاندرز بعد إلغاء مرسوم نانت لعام 1598 في عام 1685.

### جون نينهام
وُلد جون والد هنري نينهام في نورويتش في حوالي عام 1754. ربما لم يتلق أي تعليم رسمي مطلقًا وكان رسام شعارات ونقّاش. عاش وعمل في تشابل فيلد، حيث تخصص في طلاء لوحات العربات، على غرار الفنان المعاصر له جون كروم. تزوج من إليزابيث واين في 12 يونيو 1774.
جون نينهام كان الأقل شهرة بين معاصري كروم وقد نُسبت إليه أعمال قليلة. اعتبر المؤرخ أندرو مور أن مشهده على الشاطئ، الذي رُسم في الستينيات من القرن الثامن عشر، كان مهمًا في تأسيس أسلوبه الفني. أنتجت سلسلة نينهام المكونة من إحدى عشرة لوحة بالحبر الهندي لبواباتِ مدينة نورويتش في 1792-1793، ووضعت في مناظر روبرت فيتش لبوابات نورويتش التي رسمها الراحل جون نينهام (1861) في الأعوام 1793-1792. انتمى جون نينهام إلى مدرسة نورويتش للرسامين، ولكن على عكس العديد من الفنانين في مدرسة نورويتش، لم يكن عضوًا في جمعية نورفولك للفنانين، ولم يعرض أعماله هناك. عُرضت أعماله في مؤسسة نورفولك للترويج للفنون الجميلة عام 1831، وفي معرض نورفولك ونورويتش للفنون الجميلة عام 1860.
توفي جون نينهام في نورويتش في 16 أغسطس 1817، ونُشر خبر وفاته في جريدة نورفولك كرونيكل في الأسبوع التالي. تولى أولاده هنري وتوماس إدارة أعماله في مجال الطباعة والشعارات.

## حياته

### النشأة
وفقًا للسجلات في كنيسة سانت ستيفن، نورويتش، وُلد هنري نينهام في نورويتش في 15 أكتوبر 1796 وجرى تعميده في 23 أكتوبر، والده جون ووالدته إليزابيث واين، كان واحدًا من بين ثمانية أطفال. لا شيء معروف عن طفولته. عاش في سن 11، في تشابلفيلد لين، حيث كان والده يدير شركة صغيرة لطباعة الألواح النحاسية. تدرب على يد والده كنقاش مبتدئ ورسام شعارات، وتعلم الفن على يد جون كروم، الذي أثر في استخدامه للألوان الرمادية والوردية الناعمة في لوحته. وباعتباره نقاشًا ماهرًا، كان نينهام قادرًا، وفقًا للمؤلف ويليام ديكس، على إنتاج صورة طاووس مصغرة كانت مفصلة للغاية بحيث يمكن رؤية الريش الفردي بمساعدة عدسة مكبرة.

### المهنة الفنية
يعتبر المؤلف هارولد داي هنري نينهام فنانًا ثانويًا. بدأ العرض بعد عام 1815، عندما كان في أوائل العشرينيات من عمره. على مدار خمسة عشر عامًا، كل عام من 1816-1820 وبعد ذلك في 1824 و1830 و1831، عرض ستة عشر لوحة فقط في المعارض السنوية لجمعية نورويتش للفنانين، معظمها حول الموضوعات المعمارية.
تنافست جودة مطبوعات نينهام مع تلك التي صنعها جون سيل كوتمان وأظهرت عفوية وأصالة ناتجة عن تحكمه الكامل في عمليات النقش والطباعة. كان قد عمل مع روبرت ليمان، كان يصنع مطبوعات حجرية عالية الجودة من حين لآخر. كان مسؤولًا عن إعداد اللوحات لمعرض أعمال جون كروم بعد وفاته في عام 1834، والتي أفسدت لاحقًا بعد إجراء محاولات لاستعادة جودة اللوحات الأصلية، وهي مشكلة كان نينهام على دراية بها بشكل مؤلم.

### حياة العائلة
وصف المعاصرون هنري نينهام بأنه طيب القلب، متوسط الطول، لكنه قوي البنية. عاش حياة منتظمة وخالية من الأحداث، لكن ابنته فرانسيس إليزابيث توفيت عن عمر يناهز 24 عامًا في عام 1855، بعد أن توفيت زوجته فرانسيس في عام 1845، عاش كل حياته في نفس المنزل. وظفت الأسرة خادمة، سوزان بانغاي (ولدت حوالي عام 1831)، والتي عاشت مع العائلة لأكثر من عشرين عامًا، والتي دعمت هنري في شيخوخته.
استمر نينهام، الذي كان أرملًا لمدة ثلاثين عامًا، في العمل حتى وفاته في منزله في 23 أكتوبر 1874. وكان يبلغ من العمر 78 عامًا. خبر وفاته، كتبه جيمس ريف، أمين متحف نورويتش، وُنشر في نورفولك كرونيكل في 31 أكتوبر.